# Progression d’Alembert

Jean Baptiste le Rond d’Alembert

Die Progression d’Alembert ist ein dem französischen Mathematiker und Philosophen Jean Baptiste le Rond d’Alembert zugeschriebenes, populäres Spielsystem für das Spiel auf den einfachen Chancen beim Roulette.
Solange der Spieler gewinnt, setzt er eine Einheit (Stück). Nach jedem Verlust erhöht er seinen Einsatz um eine Einheit, nach jedem Gewinn reduziert er seinen Einsatz um eine Einheit.
Da der Spieler bei diesem System seinen Einsatz mit dem Verlust steigert, handelt es sich um eine Variante des Martingalespiels.
Beispiel:
- 1. Coup: Einsatz 1 Stück, verloren; Saldo −1
- 2. Coup: Einsatz 2 Stück, verloren; Saldo −3
- 3. Coup: Einsatz 3 Stück, verloren; Saldo −6
- 4. Coup: Einsatz 4 Stück, gewonnen; Saldo −2
- 5. Coup: Einsatz 3 Stück, gewonnen; Saldo +1
- 6. Coup: Einsatz 2 Stück, gewonnen; Saldo +3
- 7. Coup: Einsatz 1 Stück: Mit diesem Coup beginnt eine neue Spielserie.

Sobald der Spieler nach einer gleichen Anzahl von gewonnenen und verlorenen Spielen wieder bei einem Einsatz von einem Stück angekommen ist, also im obigen Beispiel nach sechs Coups, so ist diese Spielserie beendet, und er hat  für je zwei gespielte Coups eine Einheit gewonnen.
Dieses System stützt sich auf das von vielen Spielern falsch verstandene  Gesetz des Ausgleichs (Equilibre).
Lässt man einmal die Verluste durch das Zéro außer Acht, so tritt mit Wahrscheinlichkeit eins tatsächlich irgendwann einmal ein absoluter Ausgleich ein (sog. Null-Rekurrenz der symmetrischen Irrfahrt auf {\displaystyle \mathbb {Z} }) – es ist allerdings mathematisch sinnlos, auf den absoluten Ausgleich zu warten, da der Erwartungswert der Wartezeit bis zum ersten Ausgleich unendlich groß ist. Dieses Resultat scheint geradezu paradox, wenn man bedenkt, dass ein absoluter Ausgleich mit Wahrscheinlichkeit 1/2 ja bereits nach zwei Spielen eintritt.
Dazwischen können aber Abweichungen (in der Sprache des Roulettespiels Ècarts) in beliebiger Höhe eintreten; d. h. diese Spielweise setzt voraus, dass
- der Spieler über ein unendlich großes Spielkapital verfügt,
- und die Spielbank Einsätze in beliebiger Höhe akzeptiert.

Beide Voraussetzungen sind in der Realität nicht erfüllt.
Diese Überlegungen beziehen sich freilich auf das Spiel ohne Zéro. Aufgrund der Null übertrifft die Zahl der Verluste aber auf Dauer die Zahl der Gewinne mit Sicherheit.
Man kann mit Methoden der Martingal-Theorie beweisen, dass kein wie auch immer geartetes System beim Roulette langfristig Gewinne garantieren kann. D.h., wenn ein Spieler nach einem System spielt und gewinnt, so ist das nicht auf die Güte des Systems zurückzuführen, sondern allein auf den Zufall.
Ein weiteres gelegentlich d’Alembert zugeschriebenes Roulette-System ist die Annulation d’Alembert.